# Adriana DeMeo
Adriana DeMeo, Adriana Demeo (ur. 1981) – amerykańska aktorka .
Od 2003 absolwentka Uniwersytetu Rutgersa.

## Filmografia
- Lure (2010) jako KC Bennington
- Killer Movie (2008) jako Daphne
- Drived (2008) jako Chloe
- Life on Mars (2008) jako Dora Birch
- Black Widow (2007) jako Finn Driver
- The Wedding Bells (2007) jako Muffy Stevens (serial TV)
- Weronika Mars (Veronica Mars, 2007) jako Darla (serial TV)
- Bez śladu (Without a Trace, 2006–2009) jako Lucy Graham (serial TV)
- Kości (Bones) jako Abigail Zealey (serial TV)
- Related (2005) jako Tanya Torcoletti (serial TV)
- Po dyżurze (Out of Practice, 2005) jako Amy (serial TV)
- Stay (2005) jako Julie
- Complex 2005) jako Margot
- A Beautiful Mind... of a Gladiator (2004) jako Alice
- Kancelaria adwokacka (The Practice, 2004) jako Suzy Paponi (serial TV)
- Prawo i porządek: Zbrodniczy zamiar (Law & Order: Criminal Intent, 2003) jako Marianna (serial TV)